# Okluzní fronta

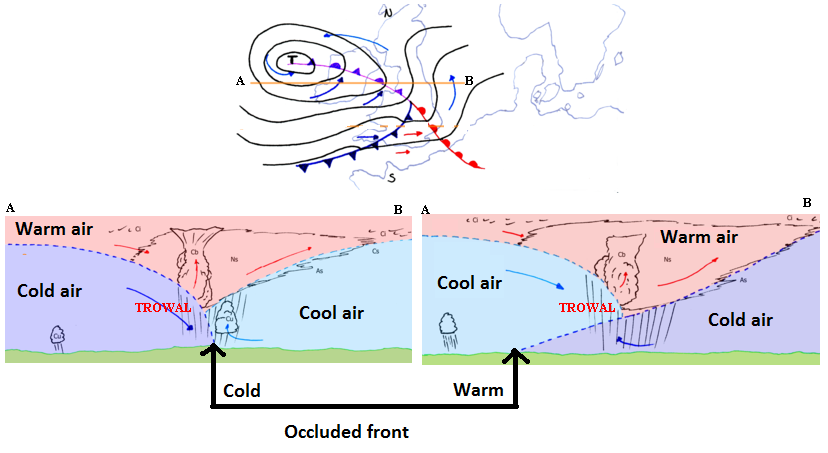
Řez okludovanou cyklónou: studená okluzní fronta (vlevo), teplá okluzní fronta (vpravo).

Okluzní fronta je úzké rozhraní mezi studenou a teplou vzduchovou hmotou, přičemž studený vzduch již vytlačil, uzavřel (uzavření = lat. occlusio) téměř veškerý teplý vzduch od zemského povrchu. Projevuje se jako studená fronta se slabšími účinky, mnohdy se rozpadne ještě dříve, než v ní začnou vznikat atmosférické srážky, její teplotní vliv na počasí je nevýrazný.
Okluzní fronta je atmosférická fronta, která vznikne, když studená fronta dostihne frontu teplou, přičemž teplejší vzduch je vytlačován do vyšších hladin. V případě, že vzduch za původní studenou frontou je chladnější než vzduch před původní teplou frontou, má okluzní fronta charakter studené fronty, v opačném případě charakter teplé fronty.
Na výškové mapě absolutní barické topografie AT800 či AT700 ji charakterizuje hřeben relativně teplejšího vzduchu, podobně je tomu na mapě relativní barické topografie RT{\displaystyle \mathrm {_{1000}^{500}} .}